# Interair South Africa

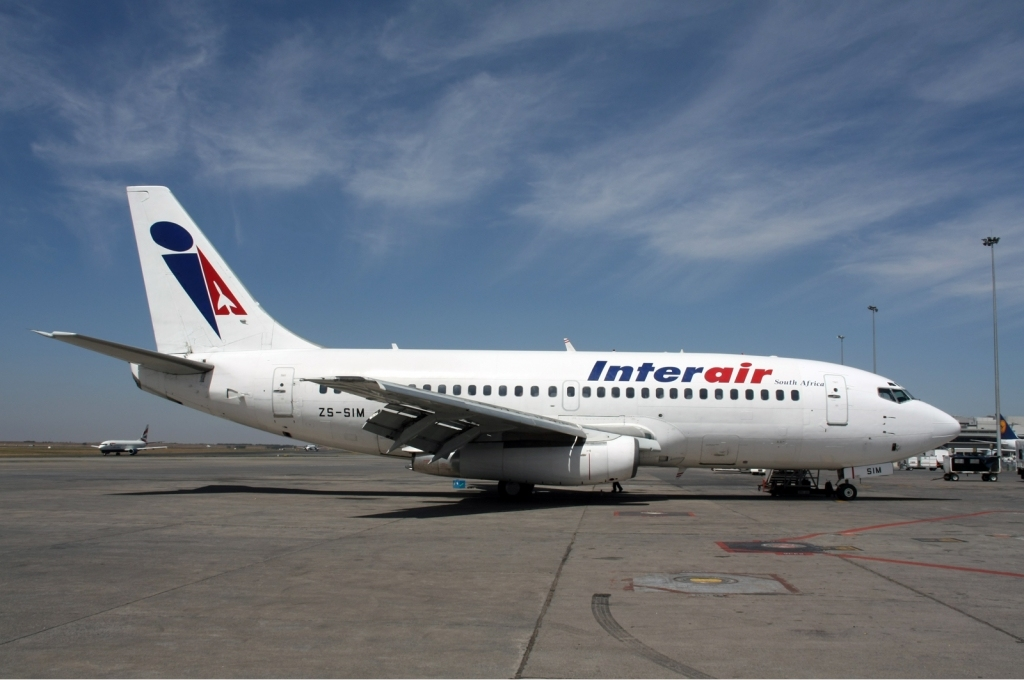
Boeing 737-200 авіакомпанії Interair South Africa в міжнародному аеропорту імені О. Р. Тамбо

Interair South Africa — південноафриканська авіакомпанія зі штаб-квартирою в Йоганнесбурзі (ПАР), що виконує регулярні пасажирські перевезення по внутрішніх і міжнародних напрямках.
Портом приписки авіакомпанії і її головним транзитним вузлом (хабом) є Міжнародний аеропорт імені О. Р. Тамбо в Йоганнесбурзі.

## Історія
Авіакомпанія Interair South Africa була утворена в 1993 році і розпочала операційну діяльність на початку наступного року з виконання регулярних рейсів з аеропортів ПАР. У середині 1994 року в силу ряду причин діяльність перевізника була заморожена і відновлено лише в квітні 1995 року.
Компанія знаходиться у власності В. Херіша (який є головою ради директорів і генеральним директором), Дж. Аттали, М. Аттали, П. Аттали і В. Натана (виконавчий директор авіакомпанії). У штаті перевізника за даними на березень 2007 року працювало 190 осіб.

## Маршрутна мережа
У січні 2005 року маршрутна мережа авіакомпанії Interair South Africa, крім внутрішніх пунктів призначення, включала в себе регулярні рейси за такими міжнародними маршрутами:
- Ндола, Замбія;
- Сен-Дені, Реюньйон;
- Антананаріву, Мадагаскар;
- Лібревіль, Габон;
- Браззавіль, Демократична Республіка Конго;
- Котону, Бенін;
- Уагадугу, Буркіна-Фасо;
- Бамако, Малі;
- Нджамена, Чад.

## Флот
Станом на 1 травня 2009 року повітряний флот авіакомпанії Interair South Africa становили такі літаки:
- 3 Boeing 737-200 (один лайнер знаходиться в оренді в авіакомпанії Safair)
- 1 Fokker F28 Mk4000